# سرغزة
سرغزة هي قرية في مقاطعة مراغة، إيران. عدد سكان هذه القرية هو 1,233 في سنة 2006.